# Opel Blitz
Opel Blitz (Blitz sendo "relâmpago" em alemão) foi o nome dado a vários caminhões leves e médios produzidos pela fabricante alemã de automóveis Opel entre 1930 e 1975. O logotipo original deste caminhão, duas listras dispostas frouxamente como um símbolo de relâmpago na forma de uma letra "Z" esticada horizontalmente, ainda aparece no logotipo atual da Opel. O nome Blitz foi então aplicado ao Bedford CF de fabricação britânica quando substituiu o Blitz em certos mercados.

## História

### 1930
Durante os anos que antecederam a Segunda Guerra Mundial, a Opel foi a maior produtora de caminhões da Alemanha. O nome Blitz, cunhado em uma competição de prêmios, foi aplicado pela primeira vez ao novo caminhão Opel apresentado em novembro de 1930. Como parte da economia nazista e dos esforços de rearmamento alemães, as autoridades ordenaram a construção das instalações da Opelwerk Brandenburg em 1935, e até 1944 mais de 130.000 caminhões e chassis Blitz foram produzidos.

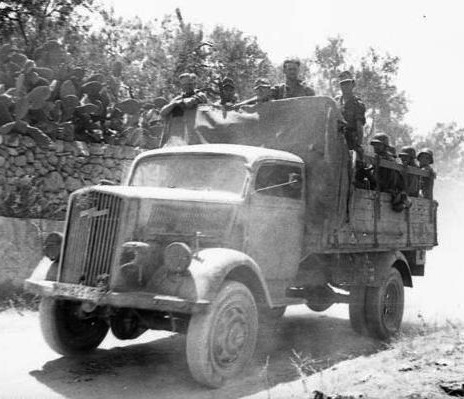
Caminhão de peso médio da Wehrmacht Blitz A, Itália, 1944

O novo Blitz veio com dois motores diferentes; os modelos mais pesados foram equipados com o motor de válvulas laterais de seis cilindros em linha a gasolina de 3,5 litros e 61 cv do GM Marquette de 1930. Após a aquisição da Opel pela General Motors em 1929, as ferramentas de produção para o motor do Marquette foram exportadas para a Alemanha, pois esta submarca da Buick foi extinta. O motor de quatro cilindros de 2,6 litros da Opel com 40 cv também estava disponível.
Em 1934, quatro versões do modelo básico de uma tonelada foram oferecidas, juntamente com quatorze versões dos caminhões maiores de duas toneladas e 2,5 toneladas. O motor do Marquette foi substituído em 1937 por um moderno motor de seis cilindros em linha de 75 cv com válvulas no cabeçote, também usado em carros de passeio Opel Admiral. Este motor era muito semelhante aos motores da Chevrolet do mesmo período, a ponto de os Aliados em avanço serem capazes de colocar Blitzes desativados abandonados pelos alemães em retirada facilmente de volta ao serviço usando peças Chevrolet/GMC e Bedford.

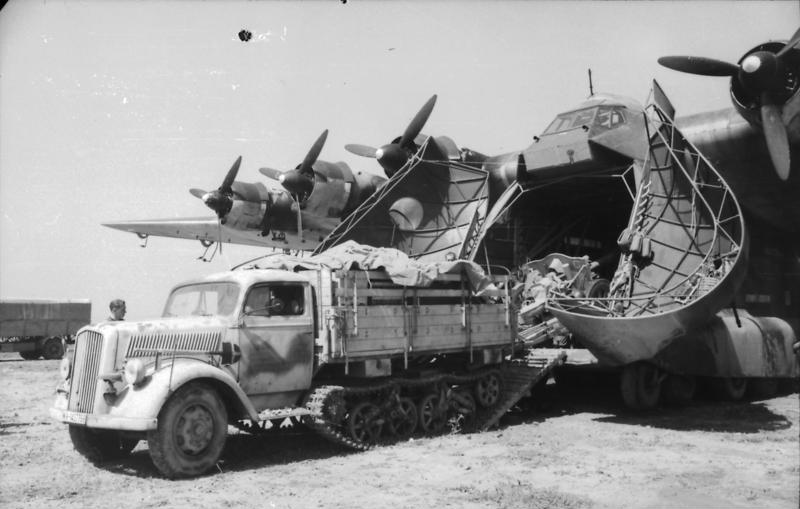
Semilagarta Maultier rebocando uma peça de artilharia para dentro ou para fora de um transporte Messerschmitt Me 323 Gigant

A partir de 1939, a versão Blitz 3.6 de três toneladas foi usada em grande número pelas forças armadas alemãs (Wehrmacht) durante a Segunda Guerra Mundial. As variantes incluíam uma versão alongada e o Blitz A com tração nas quatro rodas. Para lidar com as más condições das estradas e as temporadas de lama rasputitsa na Frente Oriental, uma versão semilagarta Maultier ("mula") Sd.Kfz. 3 foi produzida usando esteiras e suspensão com base no Universal Carrier britânico. Entre outros, estes foram usados como veículos de serviço para a aeronave de transporte militar Messerschmitt Me 323.
O modelo básico leve foi fabricado como Blitz 2.5 em Rüsselsheim até 1942 e novamente a partir de 1946, equipado com o motor do Opel Super 6 de 55 cv. Em 6 de agosto de 1944, a Opelwerk Brandenburg foi devastada por um ataque aéreo da Força Aérea Real. Até o fim da guerra, cerca de 2.500 caminhões Blitz 3.6 foram produzidos por ordem do Ministro dos Armamentos Albert Speer na fábrica de Mannheim da empresa rival Daimler-Benz, enquanto a produção de seu próprio modelo Mercedes-Benz L3000 teve que ser descontinuada. Após a guerra, as instalações em Brandemburgo foram completamente desmanteladas a mando da Administração Militar Soviética, enquanto a Daimler-Benz em Mannheim retomou a produção do Blitz 3.6 sob a designação L 701 até 1949. Os últimos 467 caminhões médios foram novamente montados pela Opel em Rüsselsheim até que a produção finalmente foi descontinuada em 1954 sem um sucessor.

#### Crimes de guerra nazistas
Alega-se que a Opel usou trabalho forçado para produzir o Blitz. O grau de controle que a General Motors nos EUA tinha sobre a Opel na época é assunto para debate, mas apenas pelos números de produção, é evidente que a Opel estava fortemente envolvida na produção de caminhões e outros equipamentos para a máquina de guerra nazista.
O Opel Blitz foi um dos veículos (junto com veículos baseados em Renault, Saurer e Magirus) usados pelos alemães no Holocausto como um caminhão de gás para matar com monóxido de carbono.

### Pós-guerra
Após o fim da guerra, com a fábrica de Brandemburgo desmantelada e transportada para a União Soviética, e 47% dos edifícios em Rüsselsheim destruídos, antigos funcionários da Opel começaram a reconstruir a fábrica de Rüsselsheim. O primeiro Blitz do pós-guerra foi concluído em 15 de julho de 1946 na presença do General do Exército dos Estados Unidos Geoffrey Keyes e outros líderes locais e repórteres da imprensa.

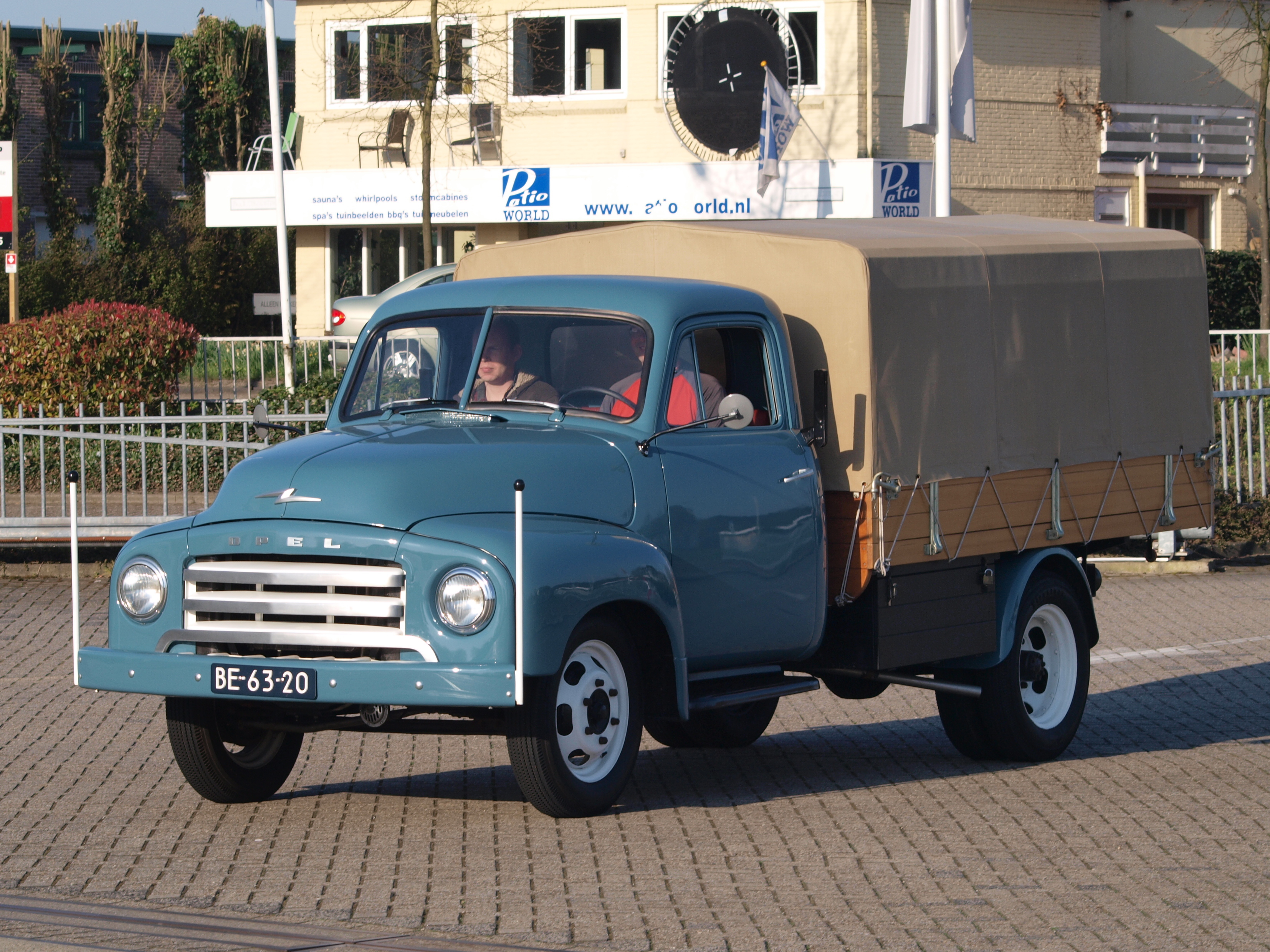
Um caminhão chassi-cabine Opel Blitz 1953

O primeiro Blitz projetado no pós-guerra em 1952 tinha a mesma cabine do Chevrolet Advance Design, embora com uma dianteira diferente e acoplado ao chassi pré-guerra, juntamente com um motor Opel mais econômico. O novo caminhão de 1,75 toneladas foi oferecido com uma carroceria de furgão e de caminhão. O novo modelo manteve o chassi pré-guerra com o motor a gasolina de seis cilindros em linha. A Opel permaneceu líder de mercado em caminhões leves, apesar da forte concorrência, especialmente pelo modelo Mercedes-Benz L 319 de 1955 recém-projetado e pela série Ford FK, bem como pelos furgões Hanomag e Borgward. Uma versão de ônibus rodoviário foi produzida pela Karl Kässbohrer Fahrzeugwerke de 1953 a 1956. O modelo de 1,75 toneladas era um carro de bombeiros muito popular (LF8-TS), normalmente equipado com uma bomba acionada por motor montada no para-choque dianteiro e uma segunda bomba portátil na parte traseira do caminhão. A bomba portátil era movida por um motor Volkswagen de 34 cv e pesava cerca de 180 kg. As conversões de caminhões de bombeiro foram feitas por empresas como Ziegler, Metz e Rosenbauer.
Em 1960, o 1,9 tonelada com motor de 2,6 litros substituiu o modelo anterior de 1,75 tonelada. Este modelo (mais tarde apelidado de Opel Blitz A) foi distinguido por um design de cabine avançada e um motor de seis cilindros revisado, resultando em menos comprimento geral e mais espaço de carga. Devido ao motor potente, o caminhão teve um excelente desempenho para sua época, e o modelo de 1,9 tonelada com motor de 2,6 L era, como seu antecessor, uma base comum para um caminhão de bombeiro leve. A configuração era semelhante à descrita acima para o 1,75 tonelada. No entanto, as vendas comerciais deste modelo caíram durante a produção, principalmente devido à falta de uma opção econômica a diesel.
O Opel Blitz B foi lançado em 1965 e foi o último dos caminhões Opel Blitz. Para melhorar a economia de combustível, este modelo estava disponível com uma opção de quatro cilindros de 1,9 litro com came no cabeçote. Como alternativa, uma versão de seis cilindros de 2,5 litros da nova série de motores com came no cabeçote poderia ser encomendada. Esses motores também estavam disponíveis nos modelos contemporâneos Rekord e Commodore, mas os motores do Blitz tinham uma produção de solo mais forte e foram desajustados para mais torque e melhor economia.
Sob pressão da forte concorrência do popular modelo Mercedes-Benz T2, em 1968, a Opel finalmente ofereceu um motor diesel Indenor XDP 4.90 de 2.100 cc (mais famosamente usado no Peugeot 504) - mas tarde demais para recuperar as quotas de mercado perdidas. A Opel GM decidiu não desenvolver um sucessor e, em 1975, a produção de veículos comerciais Opel finalmente cessou.

### Bedford Blitz

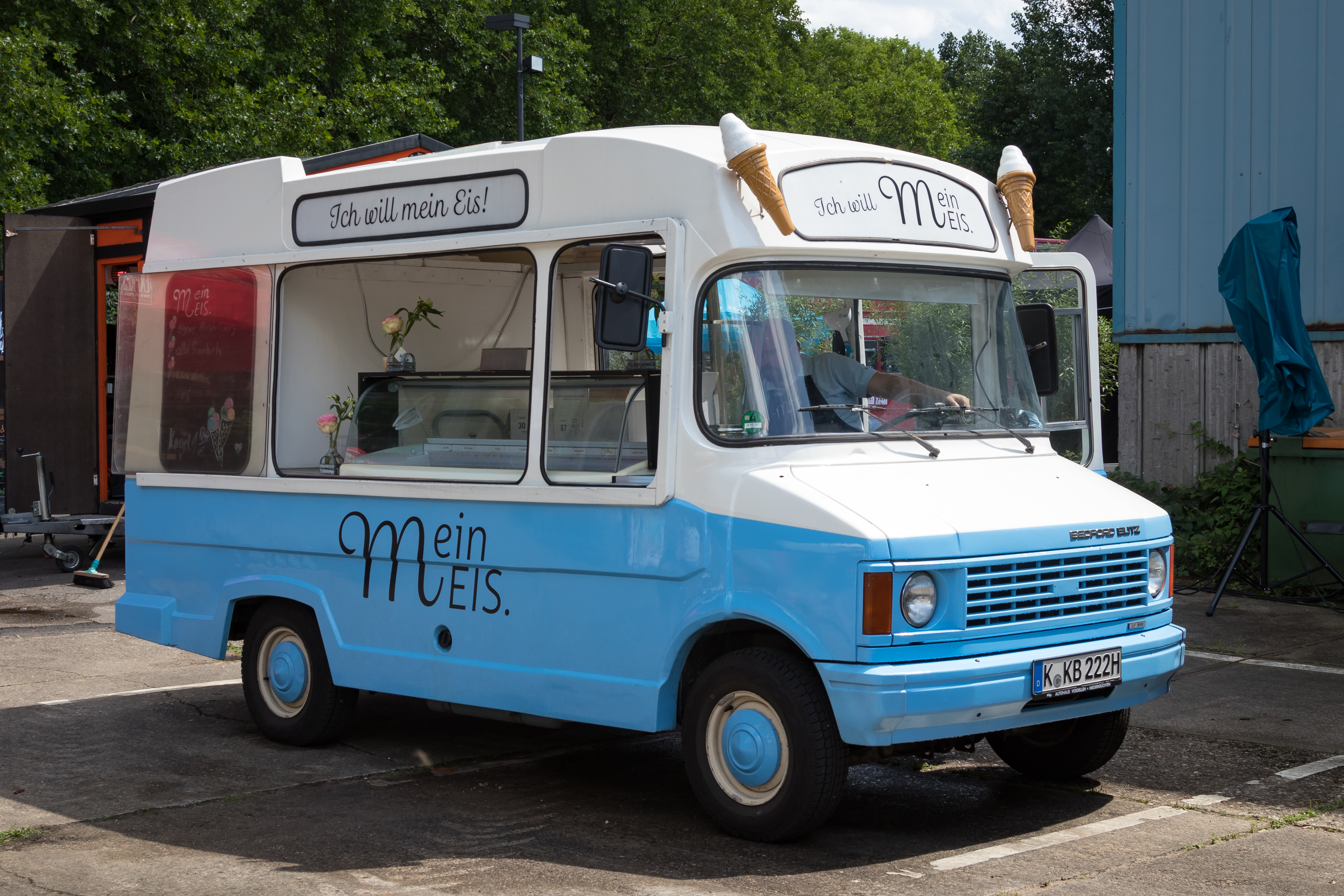
Um food truck de sorvete Bedford Blitz

De acordo com a política corporativa da General Motors, de 1973 a 1987, um veículo sucessor produzido pela Bedford Vehicles de Luton, e baseado no Bedford CF, foi vendido no mercado alemão como o Bedford Blitz, para preencher a necessidade de substituição do Opel Blitz. As importações para a Alemanha terminaram em 1987, e a Opel deixou o setor comercial, concentrando-se em furgões derivados de carros de passeio, como o Opel Astravan e o Opel Corsavan. Foi somente em 1998 que a Opel voltou a entrar no setor com o Opel Arena.

## Gallery

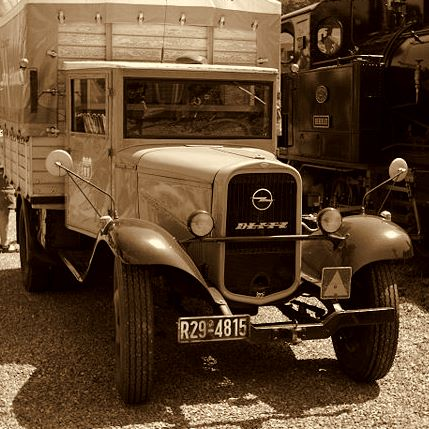
Caminhão Blitz 1934 (com logotipo contemporâneo)
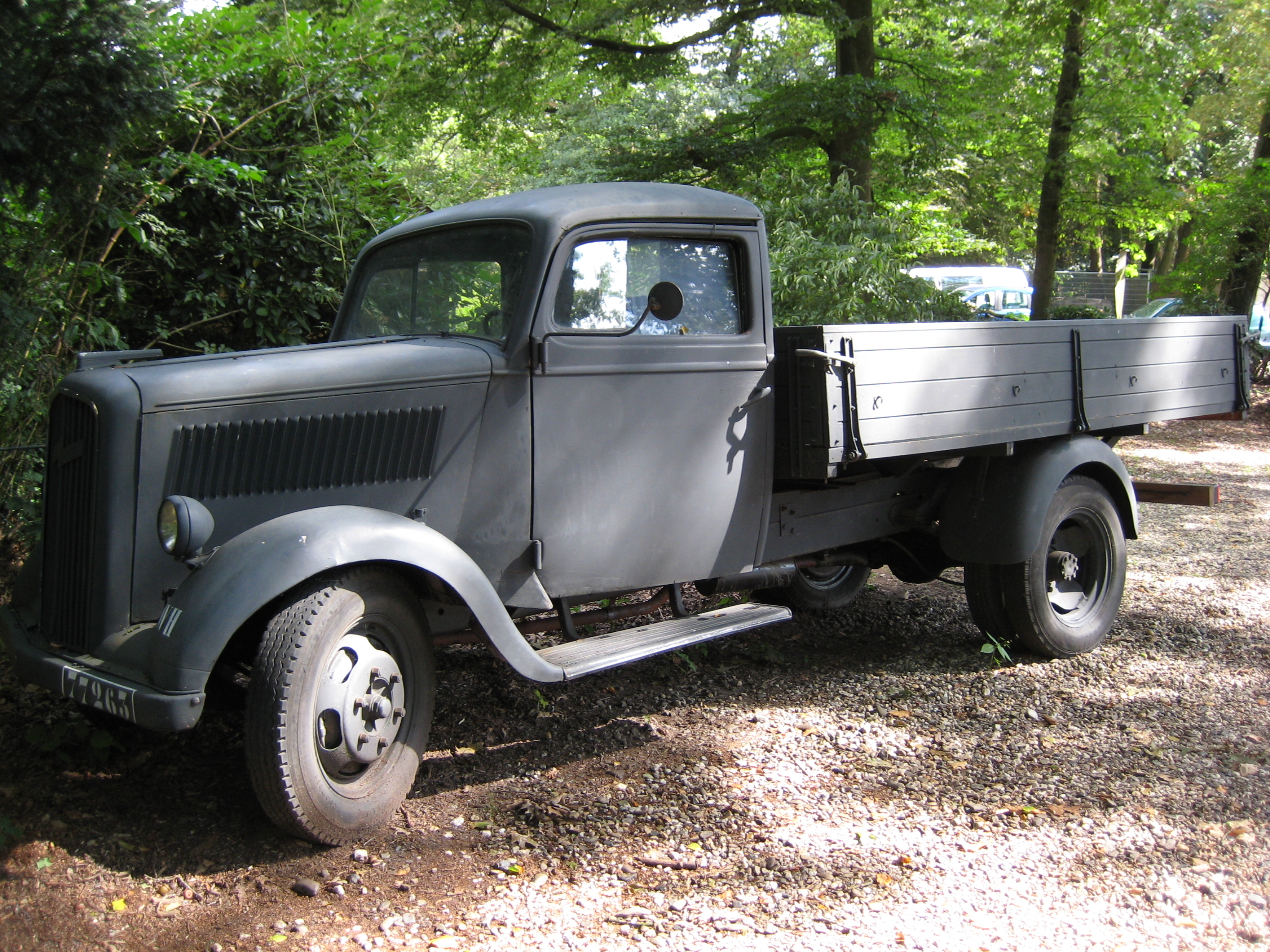
Blitz 2.5 da era da Segunda Guerra Mundial
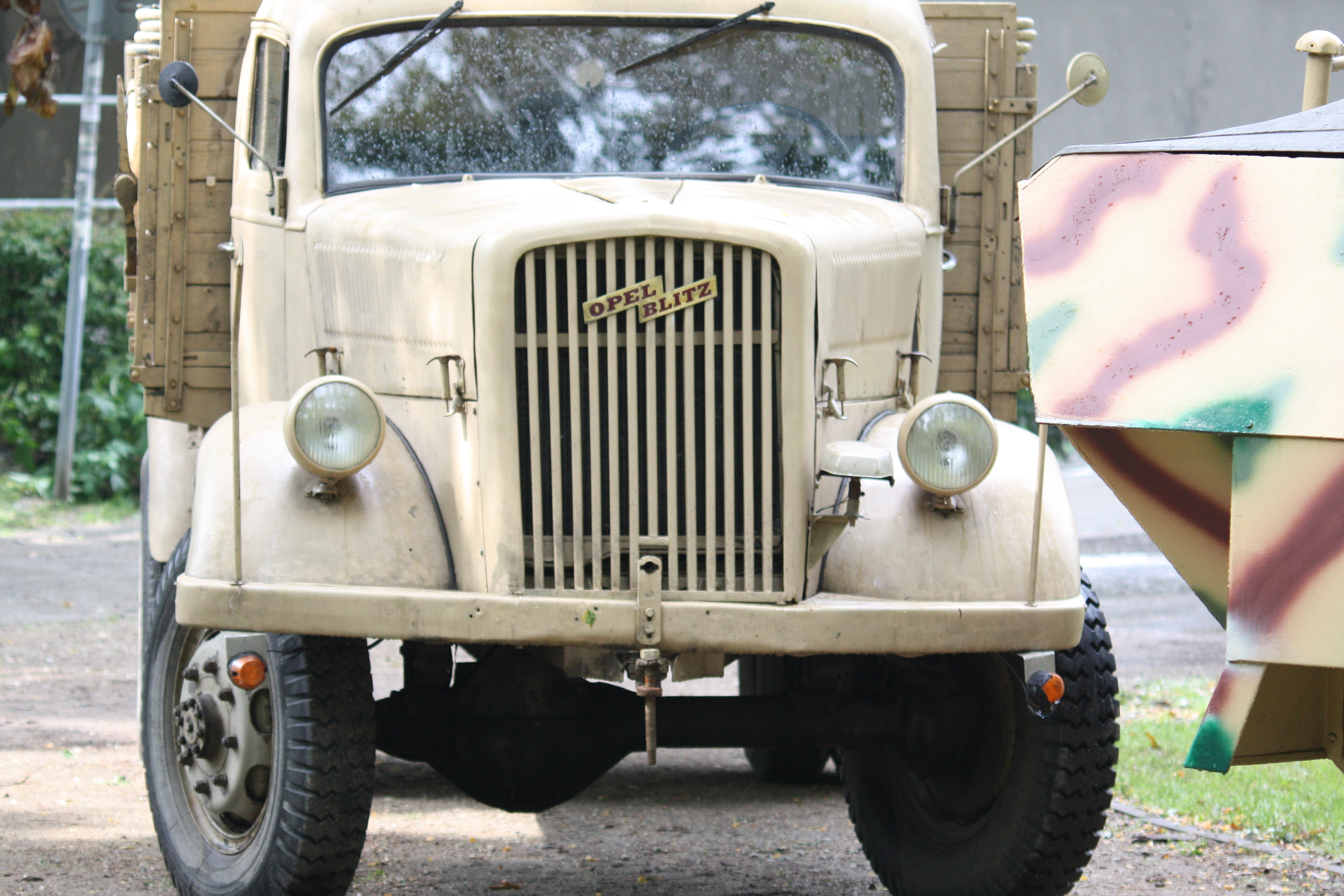
Blitz A 3.6 de tração nas quatro rodas
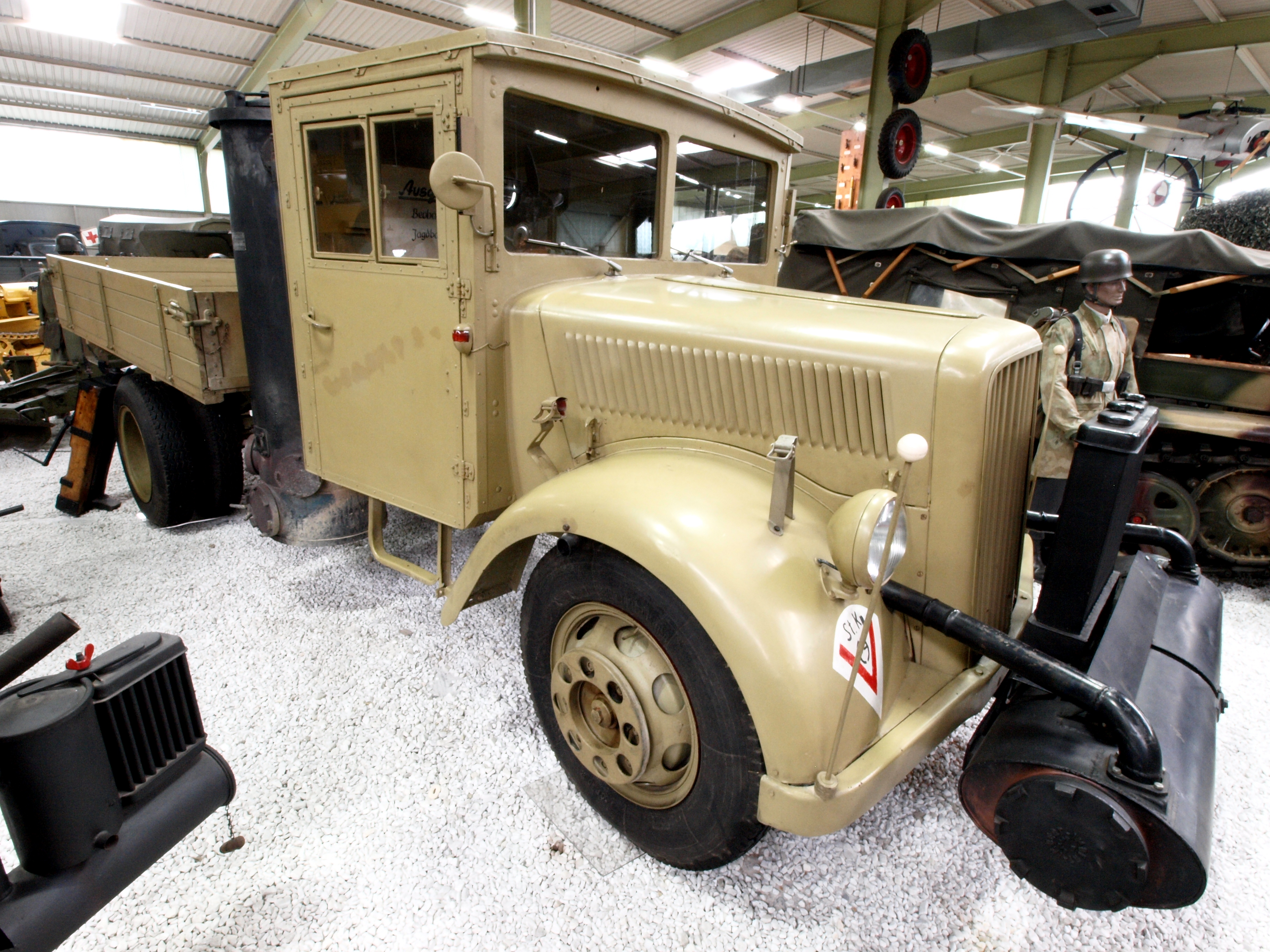
Cópia do Daimler-Benz L 701 com gasogênio
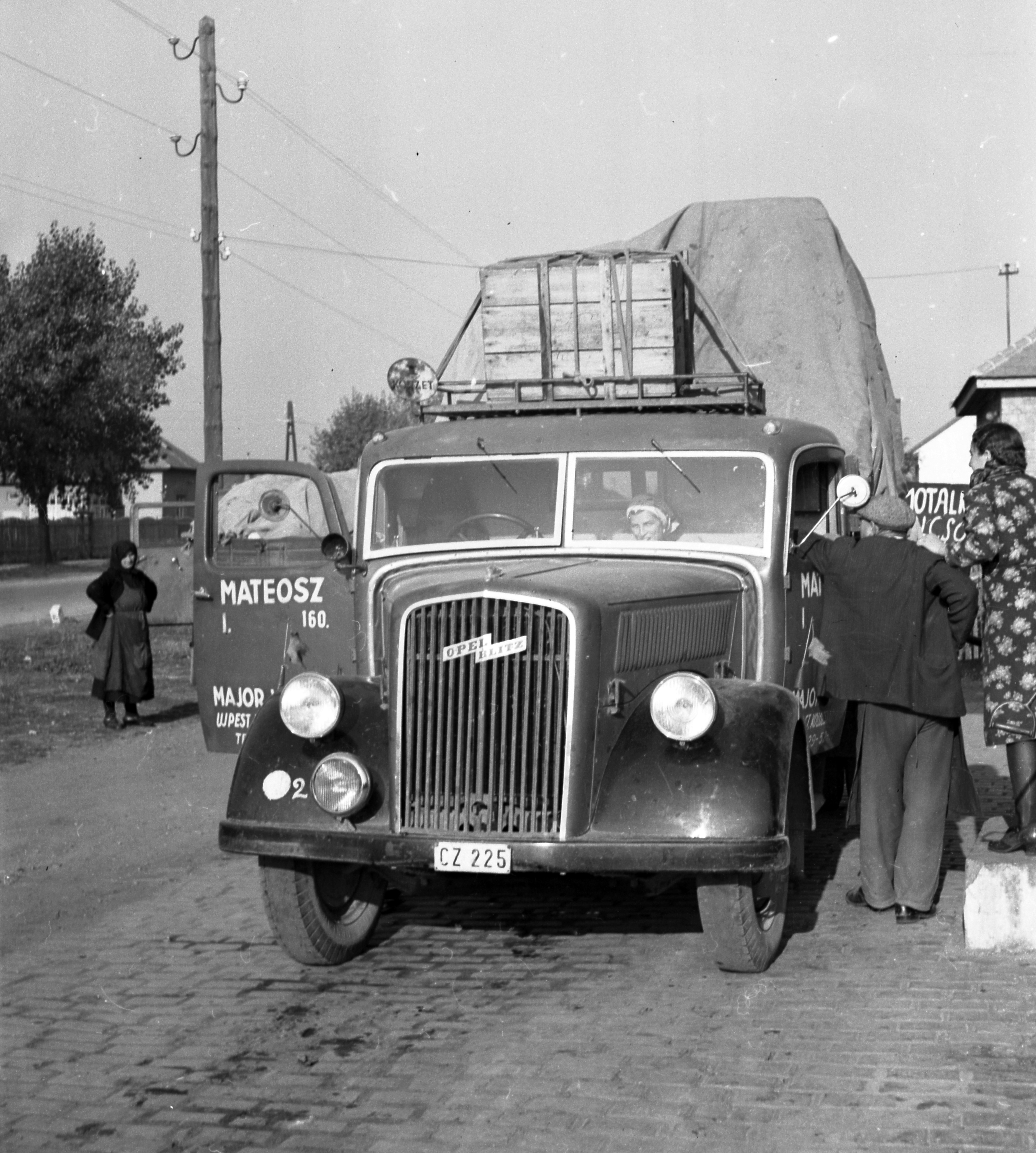
Blitz 1941
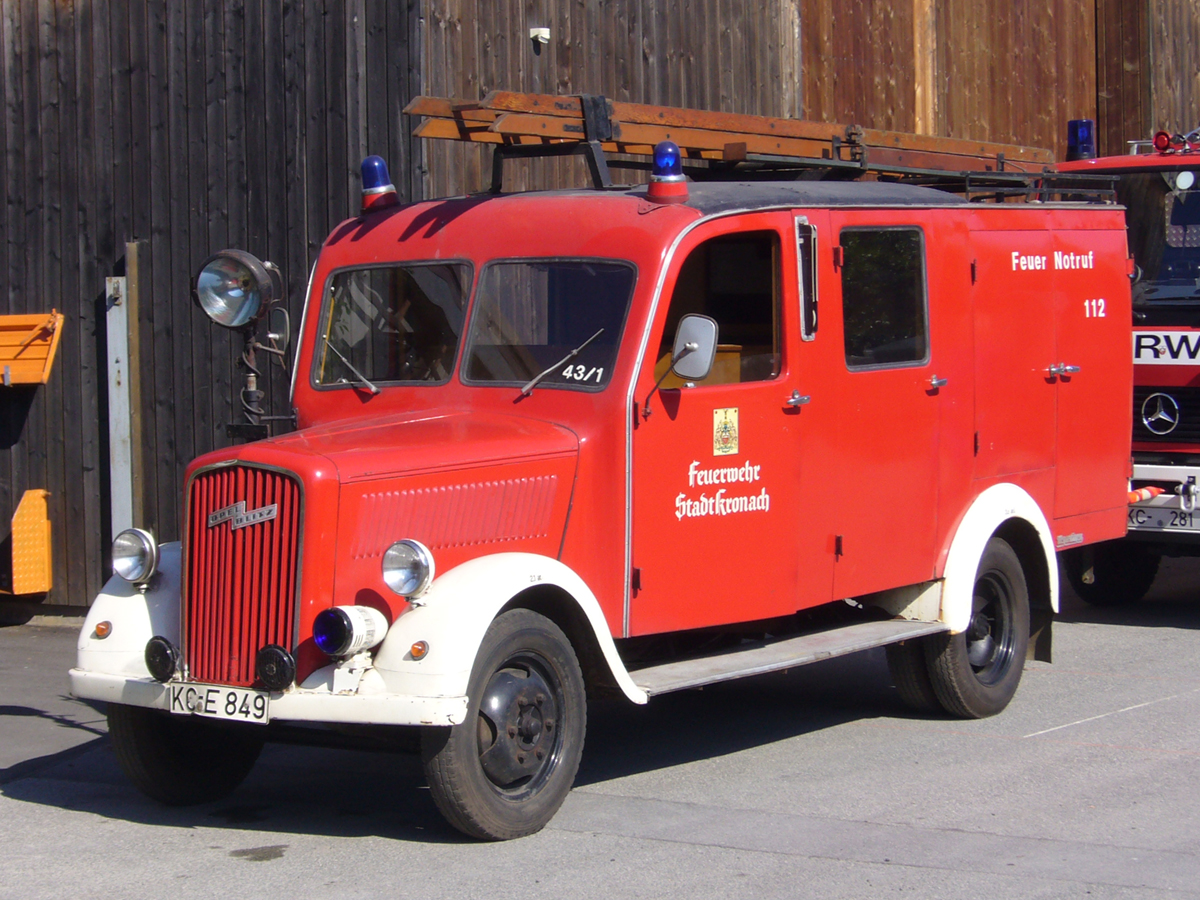
Blitz 1951
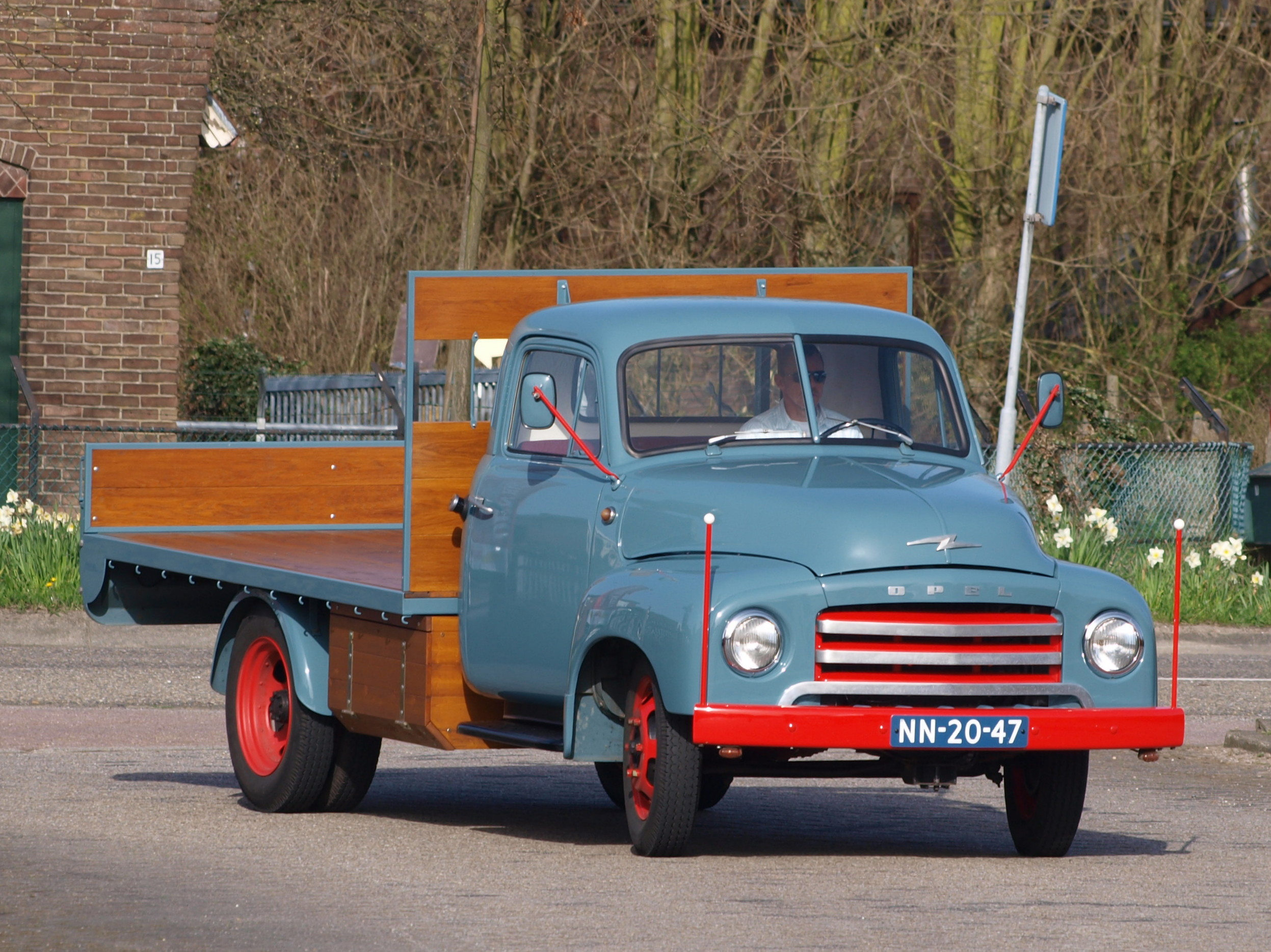
Caminhão dos anos 1950
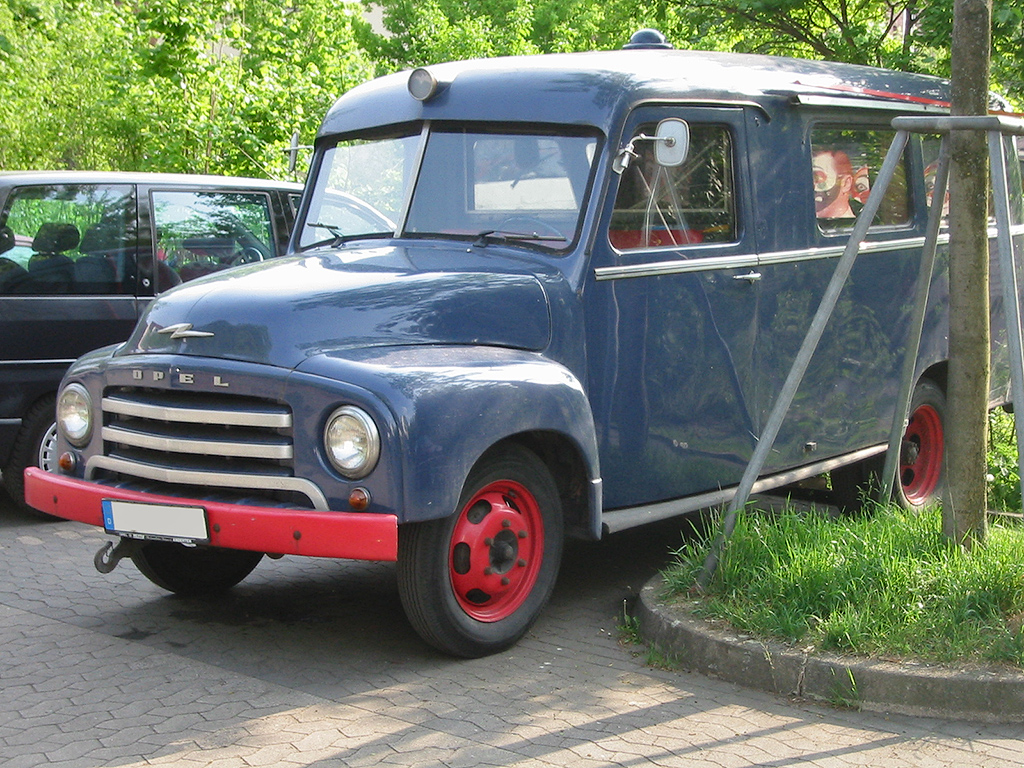
Furgão dos anos 1950
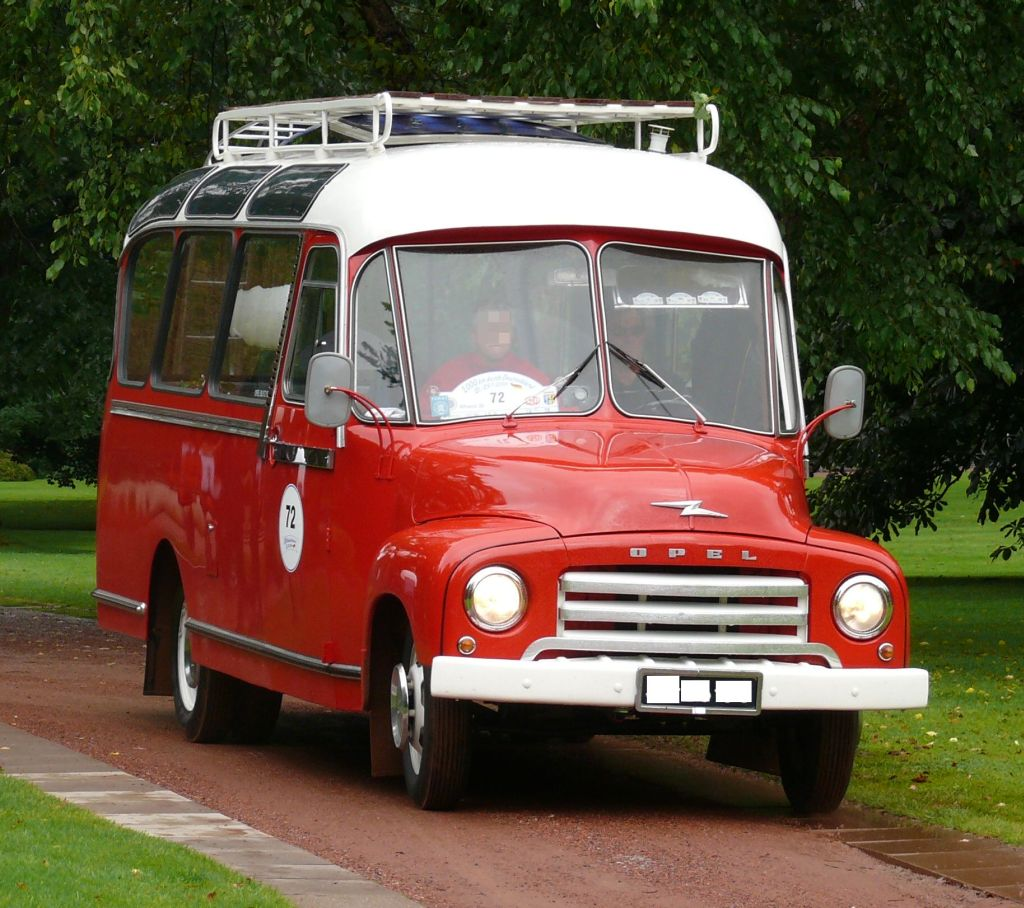
Ônibus rodoviário dos anos 1950
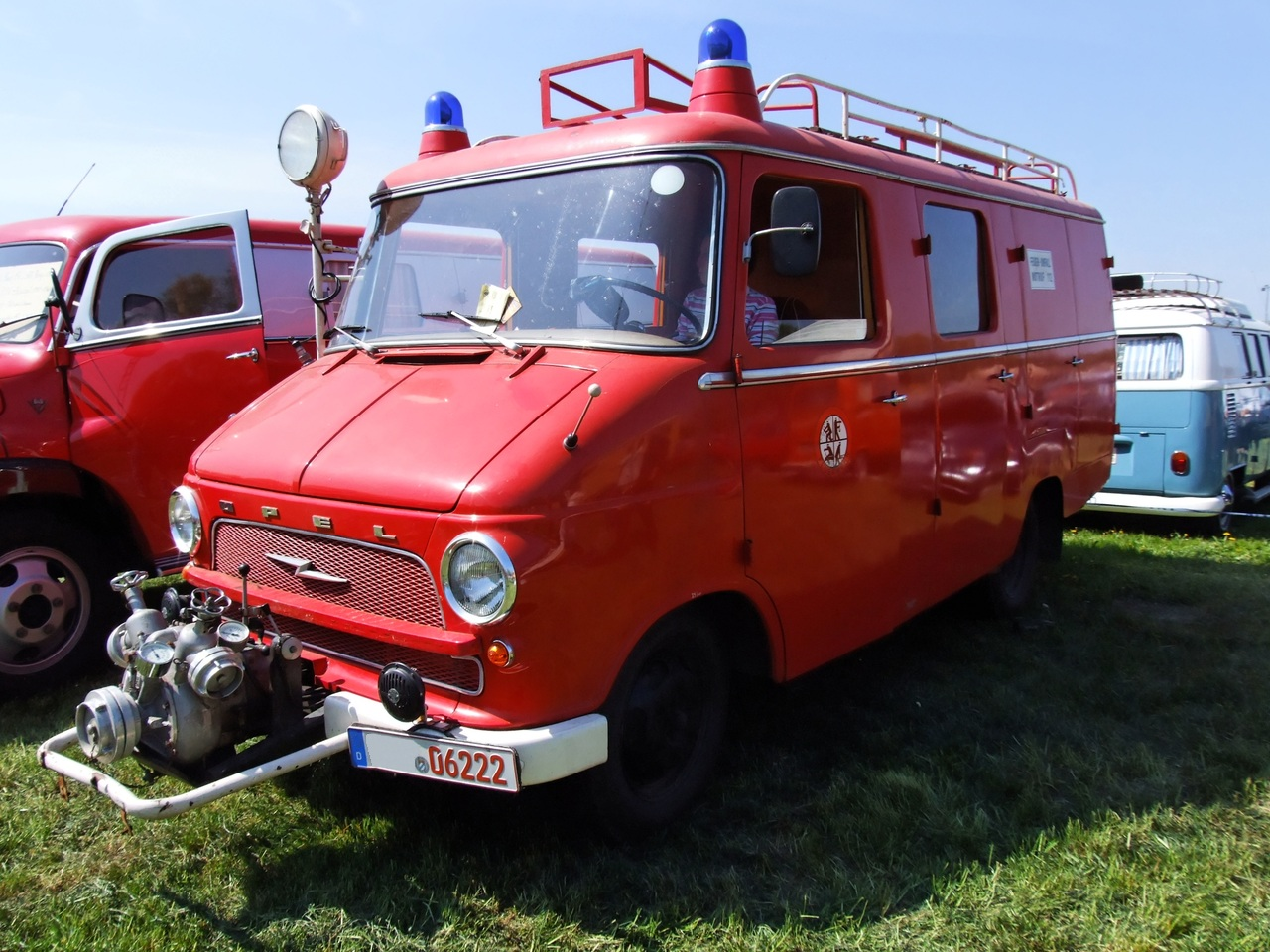
Carro de bombeiro 1960
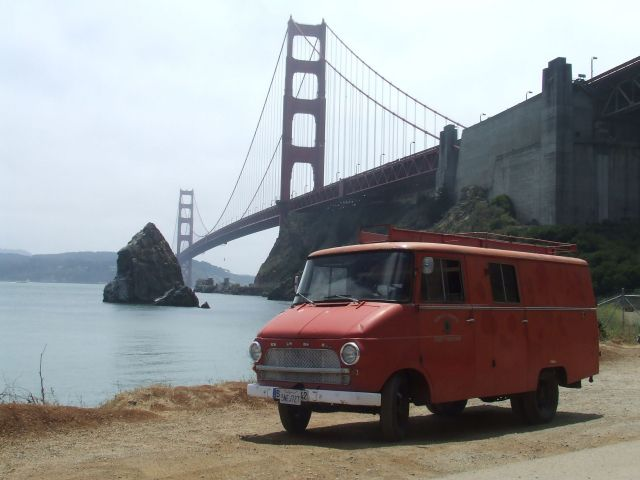
Opel Blitz de 1,9 t 1962 com motor 2.6 L
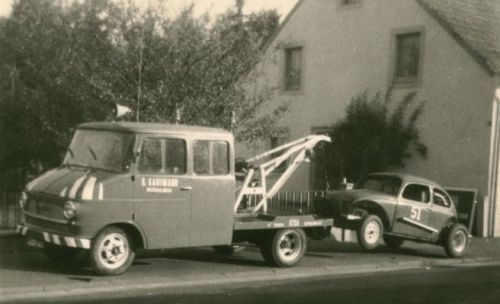
Caminhão de reboque Opel Blitz A(Fabricação: Kaufmann Zweibrücken, Alemanha)
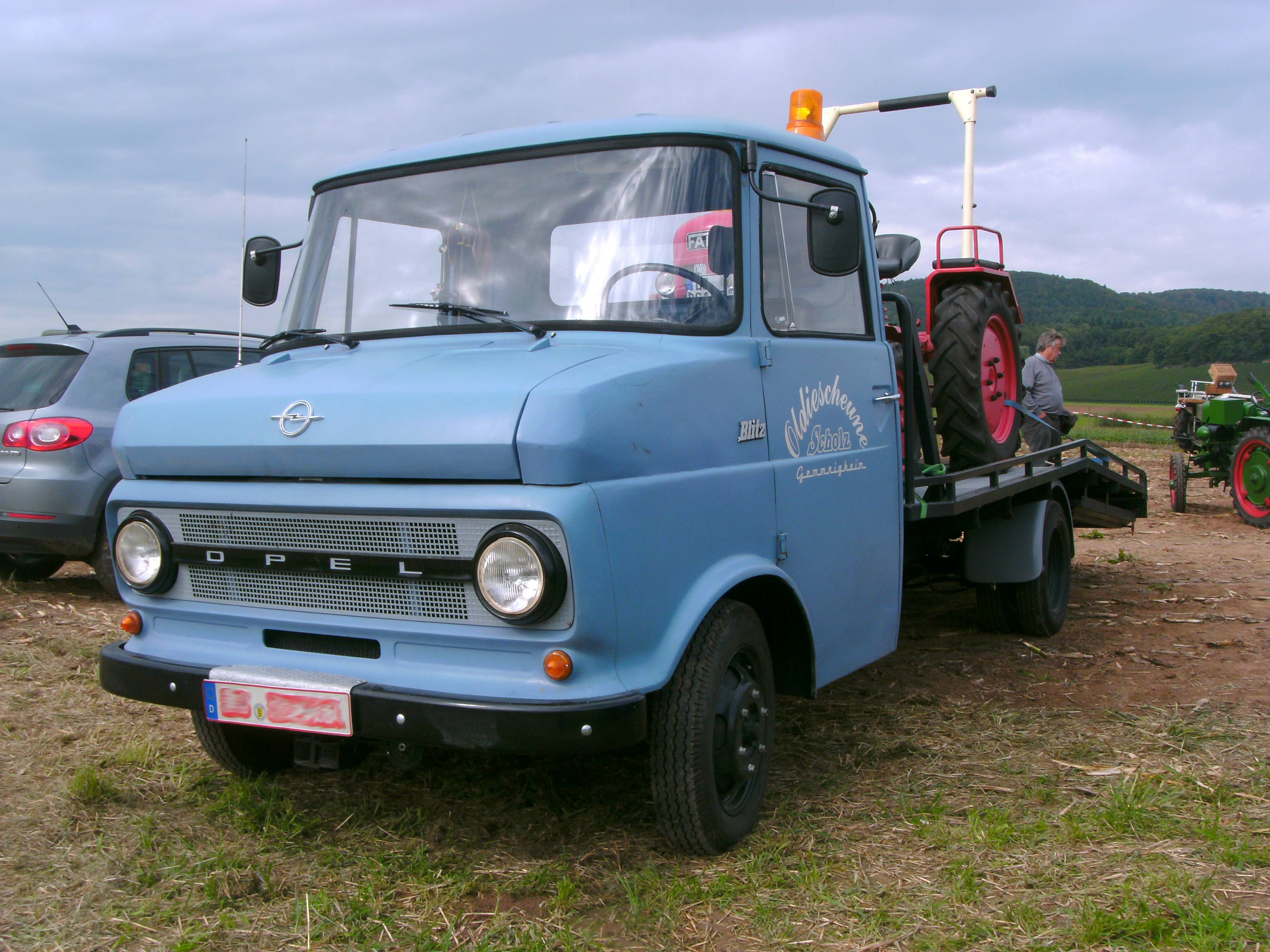
Caminhão 1965
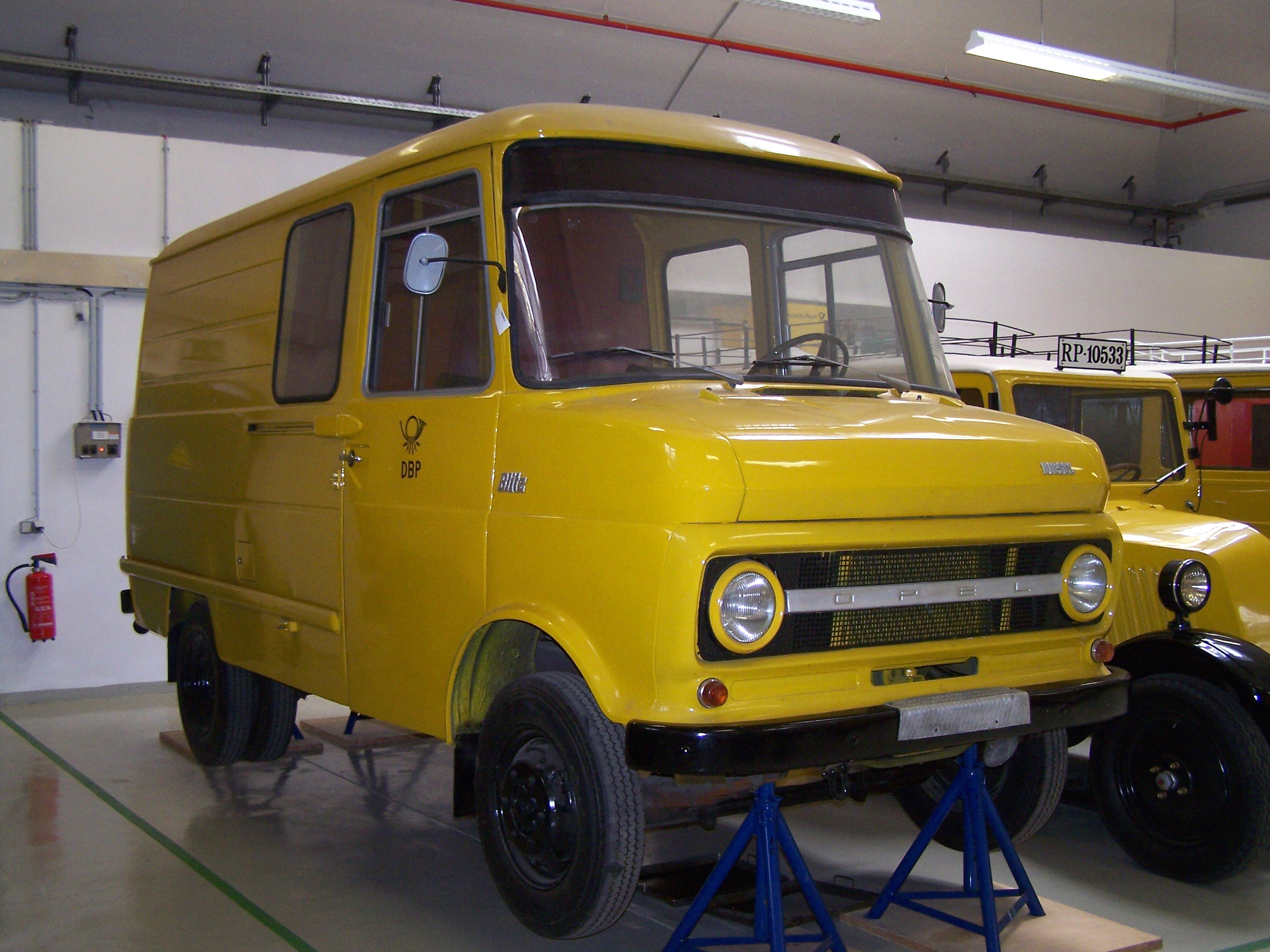
Furgão da Deutsche Bundespost 1965
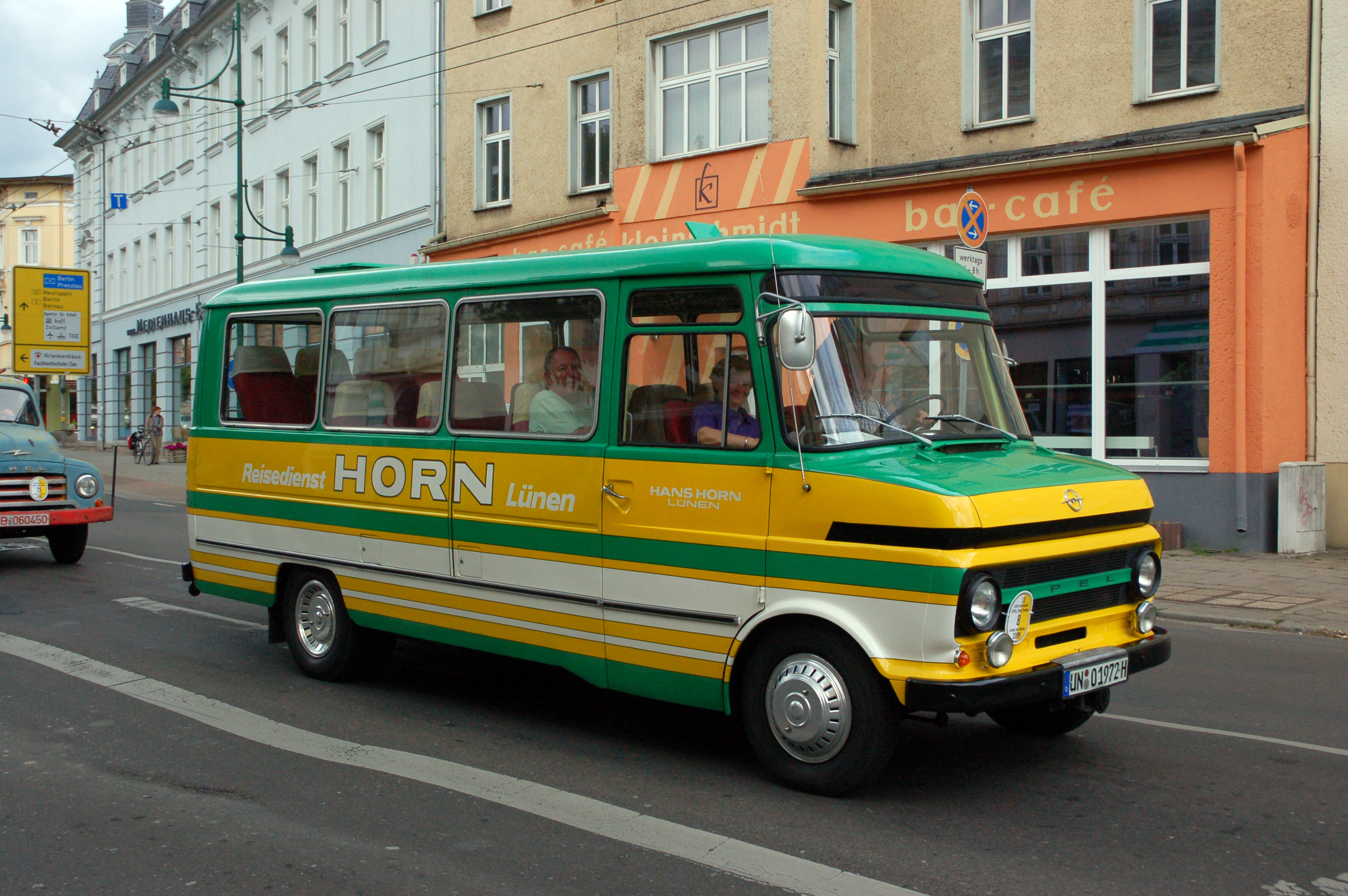
Ônibus rodoviário 1965
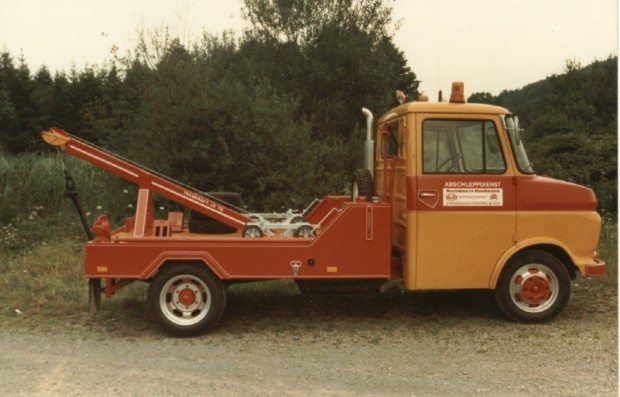
Opel Blitz Tow Truck Early 80s (Build: Kaufmann Zweibrücken, Germany)
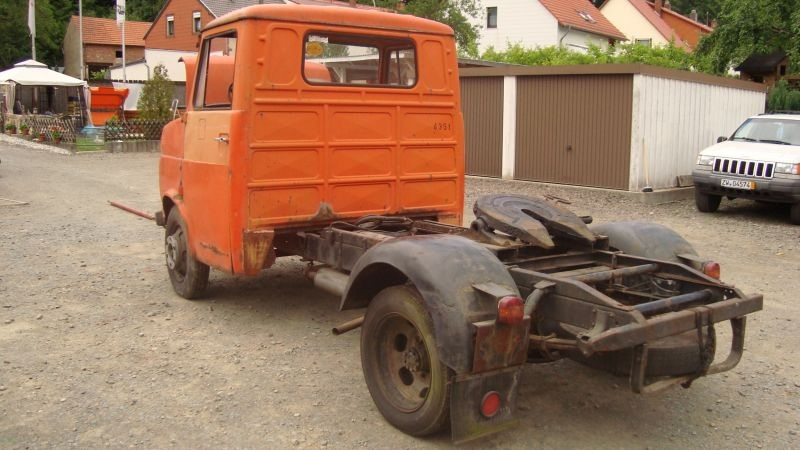
Caminhão-trator Opel Blitz
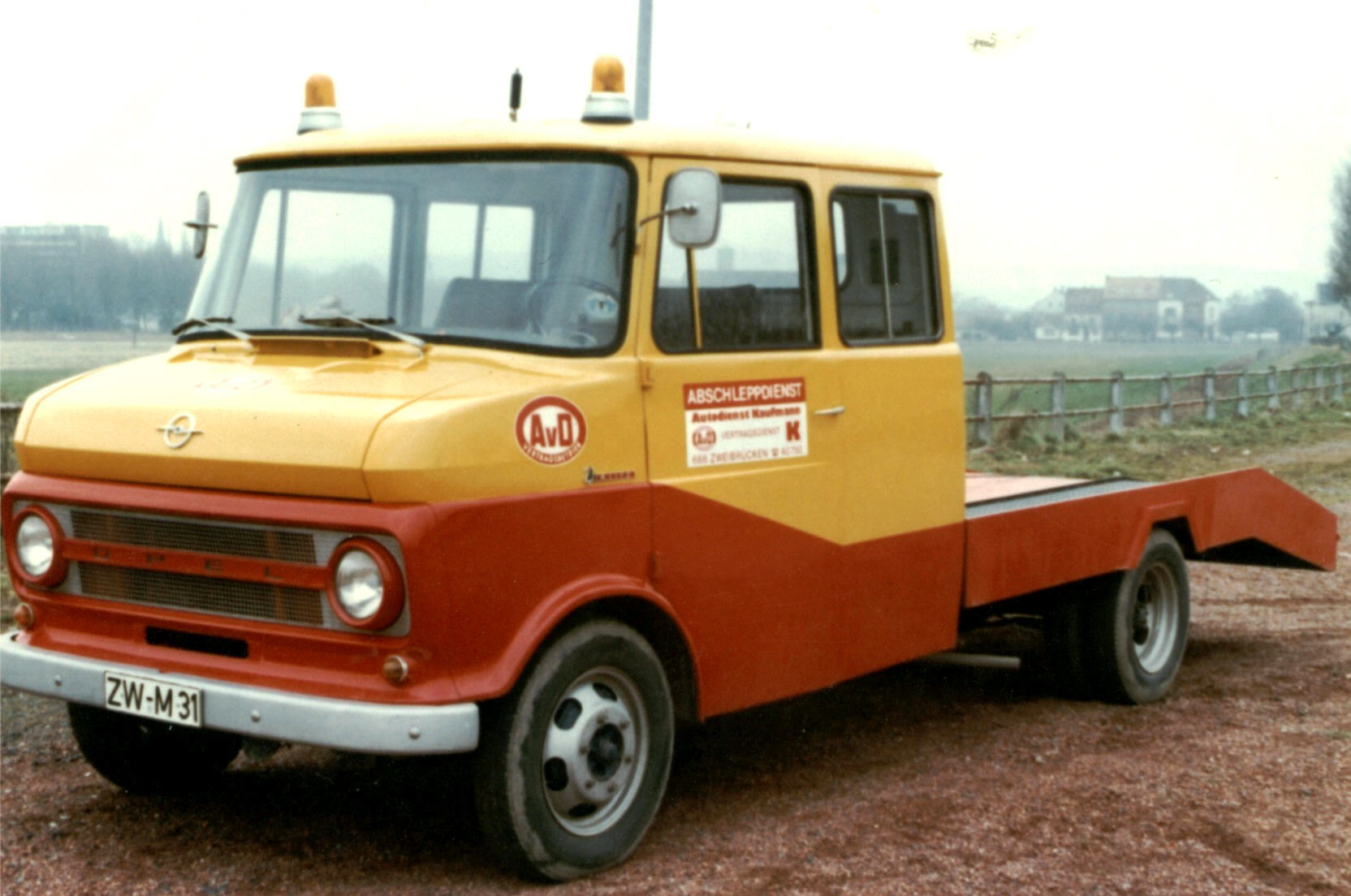
Opel Blitz Double Cab Tow Truck no início dos anos 1980 (Fabricação: Kaufmann Zweibrücken, Alemanha)
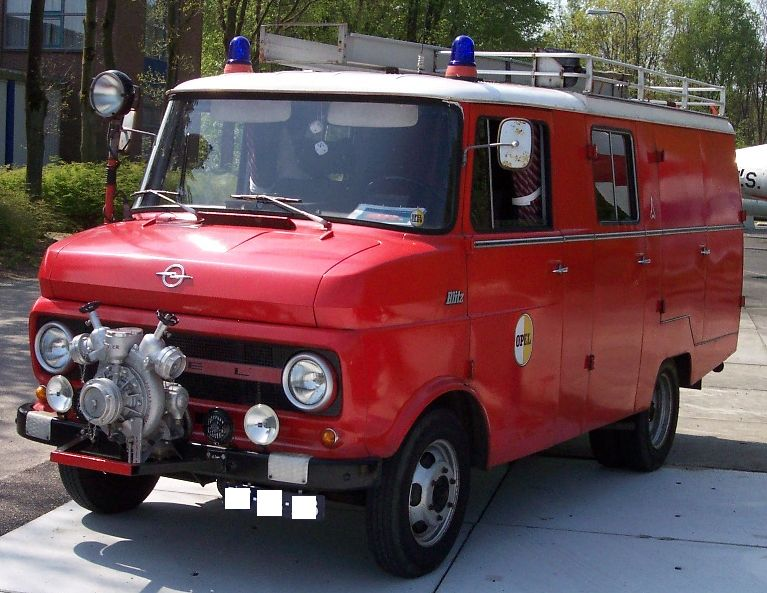
Carro de bombeiro Opel Blitz B dos modelos posteriores
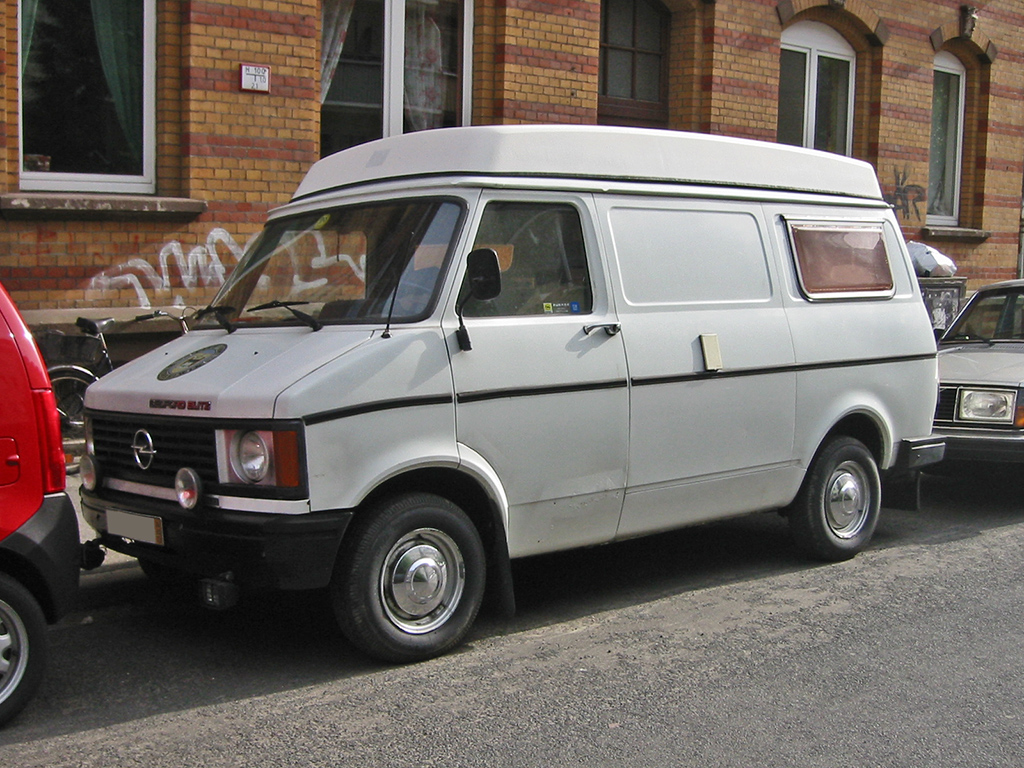
Bedford Blitz 1980